# Bellator MMA
Bellator MMA (voorheen Bellator Fighting Championships) was de op een na grootste MMA-organisatie ter wereld. Het bedrijf werd in 2008 opgericht door Bjorn Rebney. Bellator onderscheidt zich van andere organisaties door veelvuldig gebruik van toernooien in elke gewichtsklasse, verdeeld over seizoenen. Iedere toernooiwinnaar wint $100.000 en mag voor de titel strijden in zijn eigen gewichtsklasse. Wanneer iemand eenmaal een toernooi heeft gewonnen dan behoudt deze te allen tijde de mogelijkheid om opgeroepen te kunnen worden voor een titelgevecht.
De evenementen zijn onder andere live te zien geweest op MTV2, TV Esporte Interativo, Fox Sports, Space!, TruTV, Viva, Spike.com en Spike TV.
Het woord 'bellator' is Latijn voor het woord 'krijger'.

## Geschiedenis
In 2008 richtte Bjorn Rebney een nieuwe MMA-organisatie op en noemde het Bellator Fighting Championships (BFC). In oktober 2011 kocht Viacom een flink aandeel in het bedrijf. In zowel 2011 als 2012 organiseerde Bellator 25 evenementen die live en gratis werden uitgezonden op MTV2. In 2013 verhuisden de uitzendingen naar Spike TV, waar tevens andere programma's over Bellator zouden worden uitgezonden waaronder talentenjacht Bellator Fight Master. Op 18 juni 2014 stapte Rebney op als bestuursvoorzitter (CEO) van Bellator. Ook de COO, Tim Danaher, legde zijn functie op die dag neer. Rebneys plaats werd ingenomen door voormalig Strikeforce-CEO Scott Coker.

### Seizoen 1
3 april 2009 - 19 juni 2009
- Uitslagen:

| Gewichtsklasse | Kampioen       | Runner-up       | Evenement   |
| -------------- | -------------- | --------------- | ----------- |
| Middengewicht  | Hector Lombard | Jared Hess      | Bellator 12 |
| Weltergewicht  | Lyman Good     | Omar De La Cruz | Bellator 11 |
| Lichtgewicht   | Eddie Alvarez  | Toby Imada      | Bellator 12 |
| Vedergewicht   | Joe Soto       | Yahir Reyes     | Bellator 10 |

### Seizoen 2
8 april 2010 - 24 juni 2010
- Uitslagen:

| Gewichtsklasse | Kampioen            | Runner-up       | Evenement   |
| -------------- | ------------------- | --------------- | ----------- |
| Middengewicht  | Alexander Shlemenko | Bryan Baker     | Bellator 23 |
| Weltergewicht  | Ben Askren          | Dan Hornbuckle  | Bellator 22 |
| Lichtgewicht   | Pat Curran          | Toby Imada      | Bellator 21 |
| Vedergewicht   | Joe Warren          | Patricio Freire | Bellator 23 |

### Seizoen 3
12 augustus 2010 - 28 oktober 2010
- Uitslagen:

| Gewichtsklasse        | Kampioen      | Runner-up    | Evenement   |
| --------------------- | ------------- | ------------ | ----------- |
| Zwaargewicht          | Cole Konrad   | Neil Grove   | Bellator 32 |
| Bantamgewicht         | Zach Makovsky | Ed West      | Bellator 32 |
| Strogewicht (vrouwen) | Zoila Gurgel  | Megumi Fujii | Bellator 34 |

### Seizoen 4 - Samenwerking met MTV2
5 maart 2011 - 21 mei 2011
- Uitslagen:

| Gewichtsklasse    | Kampioen          | Runner-up       | Evenement   |
| ----------------- | ----------------- | --------------- | ----------- |
| Lichtzwaargewicht | Christian M'Pumbu | Richard Hale    | Bellator 45 |
| Weltergewicht     | Jay Hieron        | Rick Hawn       | Bellator 43 |
| Lichtgewicht      | Michael Chandler  | Patricky Freire | Bellator 44 |
| Vedergewicht      | Patricio Freire   | Daniel Straus   | Bellator 45 |

### Summer Series 2011
25 juni 2011 - 27 augustus 2011
- Uitslagen:

| Gewichtsklasse | Kampioen   | Runner-up     | Evenement   |
| -------------- | ---------- | ------------- | ----------- |
| Vedergewicht   | Pat Curran | Marlon Sandro | Bellator 48 |

### Seizoen 5 - Het Viacom-tijdperk
10 september 2011 - 26 november 2011
- Uitslagen:

| Gewichtsklasse | Kampioen            | Runner-up     | Evenement   |
| -------------- | ------------------- | ------------- | ----------- |
| Zwaargewicht   | Eric Prindle        | Thiago Santos | Bellator 62 |
| Middengewicht  | Alexander Shlemenko | Vitor Vianna  | Bellator 57 |
| Weltergewicht  | Douglas Lima        | Ben Saunders  | Bellator 57 |
| Bantamgewicht  | Eduardo Dantas      | Alexis Vila   | Bellator 59 |

### Seizoen 6
9 maart 2012 - 24 augustus 2012
- Uitslagen:

| Gewichtsklasse | Kampioen       | Runner-up     | Evenement   |
| -------------- | -------------- | ------------- | ----------- |
| Middengewicht  | Maiquel Falcão | Andreas Spang | Bellator 69 |
| Weltergewicht  | Karl Amoussou  | Bryan Baker   | Bellator 72 |
| Lichtgewicht   | Rick Hawn      | Brent Weedman | Bellator 70 |
| Vedergewicht   | Daniel Straus  | Marlon Sandro | Bellator 68 |
| Bantamgewicht  | Marcos Galvao  | Luis Nogueira | Bellator 73 |

### Summer Series 2012
22 juni 2012 - 24 augustus 2012
- Uitslagen:

| Gewichtsklasse    | Kampioen    | Runner-up    | Evenement   |
| ----------------- | ----------- | ------------ | ----------- |
| Lichtzwaargewicht | Attila Vegh | Travis Wiuff | Bellator 73 |

### Seizoen 7
28 september 2012 - 14 december 2012
- Uitslagen:

| Gewichtsklasse | Kampioen             | Runner-up    | Evenement   |
| -------------- | -------------------- | ------------ | ----------- |
| Zwaargewicht   | Alexander Volkov     | Richard Hale | Bellator 84 |
| Weltergewicht  | Andrey Koreshkov     | Lyman Good   | Bellator 82 |
| Lichtgewicht   | Dave Jansen          | Marcin Held  | Bellator 93 |
| Vedergewicht   | Shahbulat Shamhalaev | Rad Martinez | Bellator 90 |

### Seizoen 8
17 januari 2013 - 4 april 2013)
- Uitslagen:

| Gewichtsklasse    | Kampioen         | Runner-up      | Evenement    |
| ----------------- | ---------------- | -------------- | ------------ |
| Lichtzwaargewicht | Emanuel Newton   | Mikhail Zayats | Bellator 94  |
| Middengewicht     | Doug Marshall    | Brett Cooper   | Bellator 95  |
| Weltergewicht     | Douglas Lima     | Ben Saunders   | Bellator 100 |
| Lichtgewicht      | David Rickels    | Saad Awad      | Bellator 94  |
| Vedergewicht      | Frodo Khasbulaev | Mike Richman   | Bellator 95  |

### Summer Series 2013
19 juni 2013 - 31 juli 2013
- Uitslagen:

| Gewichtsklasse    | Kampioen       | Runner-up     | Evenement    |
| ----------------- | -------------- | ------------- | ------------ |
| Zwaargewicht      | Vitaly Minakov | Ryan Martinez | Bellator 97  |
| Lichtzwaargewicht | Muhammed Lawal | Jacob Noe     | Bellator 97  |
| Bantamgewicht     | Rafael Silva   | Anthony Leone | Bellator 102 |

### Seizoen 9
7 september 2013 - 22 november 2013
- Uitslagen:

| Gewichtsklasse | Kampioen        | Runner-up            | Evenement    |
| -------------- | --------------- | -------------------- | ------------ |
| Zwaargewicht   | Cheick Kongo    | Peter Graham         | Bellator 107 |
| Middengewicht  | Brennan Ward    | Mikkel Parlo         | Bellator 107 |
| Weltergewicht  | Rick Hawn       | Ron Keslar           | Bellator 109 |
| Lichtgewicht   | Will Brooks     | Alexander Sarnavskiy | Bellator 109 |
| Vedergewicht   | Patricio Freire | Justin Wilcox        | Bellator 108 |
| Bantamgewicht  | Joe Warren      | Travis Marx          | Bellator 107 |

### Seizoen 10
28 februari 2014 - 17 mei 2014
- Uitslagen:

| Gewichtsklasse    | Winnaar                       | Runner-up                     | Evenement      |
| ----------------- | ----------------------------- | ----------------------------- | -------------- |
| Zwaargewicht      | Alexander Volkov              | Blagoy Ivanov                 | Bellator 120   |
| Lichtzwaargewicht | Quinton Jackson               | Muhammed Lawal                | Bellator 120   |
| Middengewicht     | Brandon Halsey                | Brett Cooper                  | Bellator 122†  |
| Weltergewicht     | Andrey Koreshkov              | Adam McDonough                | Bellator 122†  |
| Lichtgewicht      | Patricky Freire / Marcin Held | Patricky Freire / Marcin Held | Bellator 126†† |
| Vedergewicht      | Daniel Weichel                | Desmond Green                 | Bellator 119   |

† = de finale vond plaats in het seizoen Summer Series 2014
†† = de finale vond plaats in Seizoen 11

### Summer Series 2014
6 juni 2014 - 25 juli 2014
De Bellator Summer Series 2014 bestond uit twee evenementen; Bellator 121 en 122. Het belangrijkste onderdeel was het toernooi voor lichtzwaargewichten. In Bellator 118 werd een van de kwartfinales gehouden, dus buiten de Summer Series om, de andere drie werden in Bellator 121 gehouden. In Bellator 122 streden de vier halvefinalisten voor een plekje in de finale. In dit evenement werden tevens de finales van de toernooien van seizoen 10 in het middengewicht en weltergewicht gehouden.
- Uitslagen:

| Gewichtsklasse    | Kampioen     | Runner-up      | Evenement    |
| ----------------- | ------------ | -------------- | ------------ |
| Lichtzwaargewicht | Liam McGeary | Kelly Anundson | Bellator 122 |

## Regels
De regels die bij Bellator MMA gelden, zijn opgesteld door de New Jersey State Athletic Control Board (SACB). Deze Unified Rules of Mixed Martial Arts zijn overgenomen door andere Amerikaanse staten die MMA reguleren, waaronder Nevada, Louisiana en Californië. De regels werden door vele andere organisaties in de VS gehanteerd en werden verplicht voor de staten welke de regels overnamen. Zo werden ze de de facto-regels voor het professionele MMA in de VS.

### Rondes
Een ronde in een wedstrijd van Bellator duurt vijf minuten. Titelgevechten hebben vijf ronden. Andere wedstrijden hebben drie ronden. Tussen de ronden wordt er een minuut gepauzeerd waarin eventuele verwondingen verzorgd worden en de coaches de kooi in mogen om de strategie van hun vechter bij te sturen.

### Kleding
Alle vechters moeten in de toegestane korte broekjes vechten, zonder schoenen of enige vorm van voetbedekking. Shirts, uniformen en lange broeken zijn niet toegestaan. Vechters moeten officiële lichte handschoenen (113-170 g) dragen waarbij de vingers grotendeels vrij blijven. De handschoenen staan harde stoten toe, terwijl het risico op blessures minder groot is dan bij blote handen.

### Beslissing
Een wedstrijd wordt meestal beslist/beëindigd door:
- Opgave van de tegenstander, die aan zijn tegenstander verbaal of via (driemaal of meer) afkloppen aangeeft niet meer verder te kunnen/willen vechten.
- Een knock-out (K.O.), een vechter gaat na een toegestane klap door de tegenstander neer en is bewusteloos of niet in staat direct het gevecht te hervatten.
- Een technische knock-out (T.K.O.), het gevecht wordt door de scheidsrechter beëindigd, als deze van mening is dat de vechter zich niet meer kan verdedigen; als waarschuwingen aan het adres van een vechter om zijn vechthouding/verdediging te verbeteren niet worden opgevolgd (doorgaans worden er twee waarschuwingen met tussenpoos van vijf seconden gegeven); als een bij het gevecht aanwezige arts het onverantwoord vindt dat een vechter de wedstrijd voortzet als gevolg van een blessure.
- Een jurybeslissing, afhankelijk van de score eindigt de wedstrijd met een:
  - unanimous decision (alle drie de scheidsrechters noteren winst voor één vechter),
  - majority decision (twee scheidsrechters noteren winst voor één vechter, een scheidsrechter een gelijkspel),
  - split decision (twee scheidsrechters noteren winst voor één vechter, een scheidsrechter voor de andere vechter),
  - unanimous draw (alle drie de scheidsrechters noteren een gelijkspel),
  - majority draw (twee scheidsrechters noteren een gelijkspel).
  - split draw (het totaal aantal punten voor elke vechter is gelijk)

Een gevecht kan ook eindigen met een technische beslissing, technisch gelijkspel, een diskwalificatie , het verspelen van het gevecht, of 'no contest' (geen wedstrijd).

### Jurycriteria
Er is een tienpuntensysteem van toepassing op alle Bellator-gevechten; drie juryleden noteren elke ronde een winnaar, die tien punten krijgt, de verliezer van een ronde krijgt negen punten of minder. Als de ronde gelijk is, krijgen beide vechters tien punten. In New Jersey mag de verliezer niet minder dan zeven punten krijgen, in andere staten is het ongewoon om een vechter minder dan zeven punten toe te kennen.

### Overtredingen
De Nevada State Athletic Commission merkt de volgende handelingen als overtredingen aan:
- Kopstoten
- Het aanvallen van de ogen
- Bijten
- Aan de haren trekken
- Fish hooking, het stoppen van (een) vinger(s) in de mond, neusgaten of andere lichaamsholten van de tegenstander
- Het aanvallen van de geslachtsdelen
- Het stoppen van (een) vinger(s) in sneeën of verwondingen anderzijds van de tegenstander
- Het verdraaien van, trekken aan of buigen van vingers en tenen
- Klappen op de achterkant van het hoofd of op de ruggengraat
- Naar beneden gerichte aanvallen met de punt van de elleboog
- Aanvallen naar de keel en het vastgrijpen van de luchtpijp
- Krabben, knijpen en verdraaien van de huid
- Het sleutelbeen vastgrijpen
- Het naar het hoofd trappen van een op de grond liggende tegenstander
- Het met de knieën naar het hoofd van een op de grond liggende tegenstander uithalen
- Het met de hiel/hak of voet vertrappen van een op de grond liggende tegenstander
- Het met de hiel/hak trappen naar de nieren
- Het op het hoofd van de en op de nek van de tegenstander gaan zitten/knielen
- Het uit de ring/kooi werpen van de tegenstander
- Het broekje of de handschoenen van de tegenstander vastgrijpen
- Spugen naar een tegenstander
- Onsportief gedrag jegens een tegenstander vertonen dat in een blessure kan resulteren
- Het vastgrijpen van de touwen of het hekwerk
- Het in de ring uiten van krachttermen, schelden
- Het tijdens de pauze aanvallen van de tegenstander
- Het aanvallen van de tegenstander wanneer de scheidsrechter zich met deze bezigt
- Het na de bel/gong aanvallen van de tegenstander
- Het negeren van aanwijzingen/instructies van de scheidsrechter
- Passieve houding, vermijden van contact met de tegenstander, het opzettelijk of voortdurend uitspuwen van de gebitsbeschermer en het simuleren van een blessure
- Tussenkomst vanuit de hoek
- De handdoek in de ring werpen tijdens de wedstrijd

Wanneer een overtreding wordt begaan, mag de scheidsrechter als straf punten aftrekken. Als de tegenstander bij de overtreding betrokken wordt, kan er diskwalificatie volgen wanneer er sprake was van een opzettelijke overtreding, of een 'no contest' als er sprake was van een onopzettelijke overtreding. Als een overtreding tot gevolg heeft dat de tegenstander het gevecht niet kan voortzetten, eindigt het gevecht met een technische beslissing en winst voor de tegenstander als deze op punten voorstaat, anders eindigt het gevecht met een technisch gelijkspel.

### Gewichtsklassen
Bellator hanteert zeven gewichtsklassen voor mannen en twee voor vrouwen. Voor vrouwen bestonden ook de gewichtsklassen bantamgewicht en strogewicht (115 lb/52.2 kilogram), maar de laatste daarvan werd in 2013 opgeheven.
| Gewichtsklasse       | Maximaal toegestaan gewicht | Maximaal toegestaan gewicht |
| Gewichtsklasse       | in pond (lb)                | in kilogram (kg)            |
| -------------------- | --------------------------- | --------------------------- |
| Zwaargewicht         | 265                         | 120.2                       |
| Lichtzwaargewicht    | 205                         | 93.0                        |
| Middengewicht        | 185                         | 83.9                        |
| Weltergewicht        | 170                         | 77.1                        |
| Lichtgewicht         | 155                         | 70.3                        |
| Vedergewicht         | 145                         | 65.8                        |
| Bantamgewicht        | 135                         | 61.2                        |
| Vedergewicht vrouwen | 145                         | 65.8                        |
| Vlieggewicht vrouwen | 125                         | 56.7                        |

### Toernooiregels
Bij de kwartfinale en halve finale van een toernooi zijn elleboogstoten verboden. Elleboogstoten geven namelijk snel sneeën in het gezicht en als de winnaar deze verwondingen oploopt kan het zijn dat de commissie geen toestemming geeft om na een maand (wanneer de volgende ronde is) weer te gaan vechten. Finalewedstrijden zijn, net als de andere toernooiwedstrijden, drie ronden lang. Alleen gevechten om het kampioenschap duren vijf ronden.

## Kampioenen

### Huidige kampioenen mannen
| Gewichtsklasse    | Kampioen           | Sinds      | Titelverdedigingen | Opmerkingen                    |
| ----------------- | ------------------ | ---------- | ------------------ | ------------------------------ |
| Zwaargewicht      | Ryan Bader         | 26-1-2019  | 3                  |                                |
| Lichtzwaargewicht | Vadim Nemkov       | 21-8-2020  | 4                  |                                |
| Middengewicht     | Johnny Eblen       | 24-6-2022  | 1                  |                                |
| Weltergewicht     | Yaroslav Amosov    | 11-6-2021  | 1                  |                                |
| Lichtgewicht      | Usman Nurmagomedov | 18-11-2022 | 1                  |                                |
| Vedergewicht      | Patrício Freire    | 15-4-2017  | 1                  | Bezit titel voor de derde keer |
| Bantamgewicht     | Sergio Pettis      | 7-5-2021   | 2                  |                                |

- Laatste update: 12 mei 2021

### Huidig kampioen vrouwen
| Gewichtsklasse | Kampioen          | Sinds     | Titelverdedigingen | Opmerkingen |
| -------------- | ----------------- | --------- | ------------------ | ----------- |
| Vedergewicht   | Cristiane Justino | 25-1-2020 | 4                  |             |
| Vlieggewicht   | Liz Carmouche     | 22-4-2022 | 2                  |             |

- Laatste update: 17 juni 2023

### Voormalig kampioenen
| Naam                   | Gewichtsklasse               | Titelverdedigingen |
| ---------------------- | ---------------------------- | ------------------ |
| Eddie Alvarez          | Lichtgewicht (2x)            | 1 (1 + 0)          |
| Juan Archuleta         | Bantamgewicht                | 0                  |
| Ben Askren             | Weltergewicht                | 4                  |
| Will Brooks            | Lichtgewicht                 | 2                  |
| Julia Budd             | Vedergewicht                 | 3                  |
| Darrion Caldwell       | Bantamgewicht                | 1                  |
| Rafael Carvalho        | Middengewicht                | 3                  |
| Michael Chandler       | Lichtgewicht                 | 3 (2 + 1 + 0)      |
| Pat Curran             | Vedergewicht (2x)            | 2 (2 + 0)          |
| Eduardo Dantas         | Bantamgewicht (2x)           | 3 (2 + 1)          |
| Phil Davis             | Lichtzwaargewicht            | 0                  |
| Marcos Galvao          | Bantamgewicht                | 0                  |
| Lyman Good             | Weltergewicht                | 0                  |
| Zoila Gurgel           | Strogewicht (vrouwen)        | 0                  |
| Brandon Halsey         | Middengewicht                | 0                  |
| Kyoji Horiguchi        | Bantamgewicht                | 0                  |
| Cole Konrad            | Zwaargewicht                 | 1                  |
| Andrey Koreshkov       | Weltergewicht                | 1                  |
| Douglas Lima           | Welterewicht                 | 1 (0 + 1 + 0)      |
| Hector Lombard         | Middengewicht                | 1                  |
| Rafael Lovato Jr.      | Middengewicht                | 0                  |
| Rory MacDonald         | Weltergewicht                | 2                  |
| Vlieggewicht (vrouwen) | 4                            |                    |
| Zach Makovsky          | Bantamgewicht                | 0                  |
| Liam McGeary           | Lichtzwaargewicht            | 1                  |
| A. J. McKee            | Vedergewicht                 | 0                  |
| Vitaly Minakov         | Zwaargewicht                 | 1                  |
| Gegard Mousasi         | Middengewicht                | 4 (1 + 3)          |
| Emanuel Newton         | Lichtzwaargewicht            | 2                  |
| Sergio Pettis          | Bantamgewicht                | 2                  |
| Brent Primus           | Lichtgewicht                 | 0                  |
| Christian M'Pumbu      | Lichtzwaargewicht            | 0                  |
| Patrício Pitbull       | Lichtgewicht                 | 0                  |
| Patricky Pitbull       | Lichtgewicht                 | 0                  |
| Alexander Shlemenko    | Middengewicht                | 3                  |
| Joe Soto               | Vedergewicht                 | 0                  |
| Daniel Straus          | Vedergewicht                 | 0 (0 + 0)          |
| Attila Vegh            | Lichtzwaargewicht            | 0                  |
| Vlieggewicht (vrouwen) | 1                            |                    |
| Alexander Volkov       | Zwaargewicht                 | 0                  |
| Joe Warren             | Vedergewicht & bantamgewicht | 0 (0 + 0)          |

- Laatste update: 7 juli 2023